# 鲁斯特
鲁斯特（德語：Rust，德語發音：[ʁʊst] ⓘ）是奥地利布尔根兰州的一个市镇，位于新錫德爾湖西岸，靠近匈牙利边界，人口约1900，是该国最小的法定城市。